# Lakhegyi mézes
A lakhegyi mézes magyar borszőlő-fajhibrid, melyet Csizmadia József és Bereznai László állított elő. Szinonim megnevezése az Egri csillagok 28.

## Mofológiai jellemzői
- Fürtje ágas vagy vállas, nagy és tömött. Átlagtömege: 230g, a bogyók átlagtömege: 2,3 g, középnagyok, gömbölyűek, sárgák, pontozottak és hamvasak. Húsa puha, lédús, olvadó; íze neutrális; héja vastag és szívós.
- Levele ötszögletű, szélessége és hossza megegyező. Felülete fényes, zsíros, hullámos, sima.
- Szártagja háti oldalon lilásvörös, hasi oldalán lilászöld, pókhálós, alig mintázott, hamvas.
- Vitorlája nyitott, lapított, bronzoszöld, pókhálós, homorú levelekkel.
- Hajtása elterülő.

## Termesztése
Középérésű, kifejezetten bőtermő (15-18 t/ha). Középerős növekedésű fehérborszőlő-fajta. Viszonylag fagyérzékeny, ebből fakadóan fekvés iránt igényes, talajban viszont nem válogat. Szárazabb években és helyeken öntözést igényel. Nem zöldmunkaigényes, rothadásnak és gombás betegségeknek jól ellenáll köszönhetően vastag héjának. Bora többnyire egyszerű asztali bor.